# Bailey Chase
Bailey Chase, nome completo Bailey Chase Luetgert (Chicago, 15 gennaio 1972), è un attore statunitense.

## Biografia
Chase è nato a Chicago, Illinois. È cresciuto tra Barrington (Illinois) e Naples (Florida), e ha frequentato il liceo a Jacksonville. Ha frequentato l'Università Duke a Durham (Carolina del Nord), dove è stato un giocatore di football americano nel ruolo di linebacker. Si è laureato nel 1995 in psicologia. Si trasferisce a Los Angeles per intraprendere la carriera di attore. Ha studiato recitazione alla London Academy of Music and Dramatic Art e ha lavorato con il gruppo di improvvisazione teatrale The Groundlings. Risiede a Los Angeles con la moglie Amy e la figlia.
Inizia la sua carriera verso la fine degli anni 1990, venendo a volte accreditato come Bailey Luetgert. Nel corso degli anni ha partecipato a numerose sere televisive; nel 1999 interpreta Graham Miller in Buffy l'ammazzavampiri, in seguito entra nel cast della soap opera Così gira il mondo. Dal 2007 al 2010 ha interpretato il ruolo di Butch Ada nella serie televisiva Saving Grace, mentre dal 2012 al 2014 è stato il vicesceriffo Branch Connally in Longmire.

## Filmografia

### Cinema
- Due gemelle per un papà (Billboard Dad), regia di Alan Metter (1998)
- The Truth About Juliet, regia di Sean McGinly (1998)
- Cosmo's Tale, regia di Adam Shankman (1998)
- The Stray, regia di Kevin Mock (2000)
- Rats, regia di Tibor Takács (2003)
- Crossing Over, regia di Wayne Kramer (2009)
- Dark Metropolis, regia di Stewart St. John (2010)
- Sex, Death and Bowling, regia di Ally Walker (2015)
- Il ragazzo della porta accanto (The Boy Next Door), regia di Rob Cohen (2015)
- Batman v Superman: Dawn of Justice, regia di Zack Snyder (2016)

### Televisione
- Baywatch – serie TV, 1 episodio (1996)
- Bayside School - La nuova classe (Saved by the Bell: The New Class) – serie TV, 1 episodio (1996)
- Una bionda per papà (Step by Step) – serie TV, 1 episodio (1997)
- USA High – serie TV, 1 episodio (1997)
- Sweet Valley High – serie TV, 3 episodi (1997)
- Streghe (Charmed) – serie TV, 1 episodio (1998)
- Undressed – serie TV, 2 episodi (1999)
- Pacific Blue – serie TV, 1 episodio (1999)
- JAG - Avvocati in divisa – serie TV, 1 episodio (2000)
- Buffy l'ammazzavampiri (Buffy the Vampire Slayer) – serie TV, 13 episodi (1999-2000)
- Così gira il mondo (As the World Turns) – soap opera, 20 episodi (2003-2005)
- Las Vegas – serie TV, 4 episodi (2005)
- CSI - Scena del crimine (CSI: Crime Scene Investigation) – serie TV, 1 episodio (2005)
- Watch Over Me  – serie TV, 17 episodi (2006-2007)
- Ugly Betty – serie TV, 4 episodi (2007)
- Criminal Minds – serie TV, 3 episodi (2007)
- Law & Order - Unità vittime speciali (Law & Order: Special Victims Unit) – serie TV, 1 episodio (2008)
- Cold Case - Delitti irrisolti (Cold Case) – serie TV, 1 episodio (2009)
- Castle – serie TV, 2 episodi (2009)
- Saving Grace – serie TV, 46 episodi (2007-2010)
- Miami Medical – serie TV, 2 episodi (2010)
- Damages – serie TV, 5 episodi (2011)
- White Collar – serie TV, 1 episodio (2012)
- Awake – serie TV, 1 episodio (2012)
- I segreti non riposano in pace (Summoned) – film TV (2013)
- Longmire – serie TV, 33 episodi (2012-2014)
- Chicago P.D. – serie TV, 3 episodi (2014-2015)
- Grimm – serie TV, episodi 5x07-5x11-5x12 (2016)
- 24: Legacy – serie TV, 8 episodi (2017)
- Twin Peaks – serie TV, 2 episodi (2017)
- The Rookie - serie tv, 1 episodio (2020)

## Doppiatori italiani
Nelle versioni in italiano delle opere in cui ha recitato, Bailey Chase è stato doppiato da:
- Andrea Lavagnino in Longmire, Il ragazzo della porta accanto, Twin Peaks
- Massimo De Ambrosis in Criminal Minds, White Collar
- Francesco Pezzulli in Saving Grace, Ugly Betty
- Fabio Boccanera in Castle, Law & Order - Unità vittime speciali
- Corrado Conforti in Buffy l'ammazzavampiri
- Davide Marzi in CSI - Scena del crimine
- Giacomo Zito in Watch Over Me
- Francesco Bulckaen in Cold Case - Delitti irrisolti
- Oreste Baldini in Damages
- Massimo Bitossi in Chicago P.D.
- Maurizio Merluzzo in Regina del Sud
- Roberto Certomà in Lucifer